# 베스 콤스톡
베스 콤스톡(영어: Beth Comstock)은 미국의 기업인이다. 2014년 현재 미국의 복합기업 제너럴 일렉트릭 사의 최고마케팅책임자(CMO)이자, 산하의 제너럴 일렉스릭 벤처스의 CMO이다. 제너럴 일렉트릭의 미래 성장과 혁신전략 수립 업무를 맡고 있으며, 여러 중요한 시책을 주도했다.
콤스톡은 이전에는 버지니아주 지역 방송국을 시작으로 NBC, CMO 등 다양한 방송사에서 경력을 쌓았다. 제너럴 일렉트릭 CMO로 부임한 것은 2003년이다.